# 臺南市立安南國民中學
臺南市立安南國民中學簡稱安南國中，是臺灣臺南市安南區一所男女兼收的中學。

## 歷史
該校創立於民國40年（1951年）10月，原名「臺南市安南區短期農業補習班」，最初借用海東國小教室上課，海東國小曾燿昆校長兼班主任，一切均甚簡陃。民國42年（1953年）10月，奉准改為「臺南市立中級農業補習學校」，臺灣省政府令派林秋澤先生為校長。
民國45年（1956年）11月7日，該校在政府發展初級中學原則之下，奉令改為「臺南市立安南初級中學」。
民國57年（1968年）8月（？，因為政府延長九年國民義務教育的決策，該校改制為「臺南市立安南區國民中學」。

## 歷任校長
| 任次 | 校長   | 任期時間              |
| ---- | ------ | --------------------- |
| 1    | 林秋澤 | 1953年11月－1974年7月 |
| 2    | 徐凌雲 | 1974年8月－1979年7月  |
| 3    | 林常雄 | 1979年8月－1987年1月  |
| 4    | 孫花甲 | 1987年2月－1989年1月  |
| 5    | 張幸助 | 1989年2月－1993年3月  |
| 6    | 劉丁洲 | 1993年3月－2001年7月  |
| 7    | 曹忠泰 | 2001年8月－2009年7月  |
| 8    | 郭憲璋 | 2009年8月－2017年7月  |
| 9    | 蔡佳宏 | 2017年8月－2025年7月  |
| 10   | 薛英斌 | 2025年8月－現今       |